# Happiness (singel Goldfrapp)
„Happiness” – utwór muzyczny brytyjskiej grupy Goldfrapp, wydany 14 kwietnia 2008 roku jako drugi singel z ich albumu Seventh Tree.
Piosenka utrzymana jest w klimacie folktroniki, czyli połączenia muzyki elektronicznej z folkową. Została napisana i wyprodukowana przez Alison Goldfrapp i Willa Gregoriego. Utwór został wykorzystany w spocie reklamowym kanału Sci Fi, po zmianie nazwy na SyFy (zmiana nie dotyczyła polskiego oddziału kanału).

## Teledysk
Teledysk został wyreżyserowany przez Dougala Wilsona. Na cały wideoklip składa się jedno ujęcie ukazujące mężczyznę skaczącego przez Addington Square w Camberwell w południowym Londynie, przeplatane zbliżeniami na Alison Goldfrapp lub Willa Gregory’ego. Teledysk jest hołdem złożonym amerykańskiemu filmowi z 1953 roku Small Town Girl, w którym pokazana jest podobna scena z Bobbym Vanem.

## Lista utworów
- Singel CD 1

1. „Happiness” (Single Version) – 3:36
2. „Road To Somewhere” (Acoustic Version) – 3:48

- Singel CD 2

1. „Happiness” (Beyond the Wizards Sleeve Re-Animation) – 7:49
2. „Monster Love” (Goldfrapp vs. Spiritualized) – 5:36
3. „Eat Yourself” (Yeasayer Remix) – 2:25

- Digital download[4]

1. „Happiness” (Single Version) – 3:37
2. „Happiness” (Metronomy Remix) – 4:10
3. „Happiness” (Beyond the Wizards Sleeve Re-Animation Edit) – 6:58
4. „Happiness” (Live at the Union Chapel) – 4:42

## Twórcy
Osoby zaangażowane w prace przy singlu:
- Alison Goldfrapp – wokale
- Flood – instrumenty klawiszowe
- Charlie Jones – gitara basowa
- Damon Reece – perkusja
- Metro Voices – chór
- Jenny O’Grady – dyrygent chóru
- Tony Hoffer, Bill Mims – mixer
- Tim Oliver – inżynier dźwięku
- Stephen Marcussen – mastering

## Notowania
| Notowanie (2008)                   | Najwyższa pozycja |
| ---------------------------------- | ----------------- |
| Wielka Brytania (UK Singles Chart) | 25                |